# Grande Prêmio de Abu Dhabi de 2015
O Grande Prêmio de Abu Dhabi de 2015 (formalmente denominado 2015 Formula 1 Etihad Airways Abu Dhabi Grand Prix) foi uma corrida de Fórmula 1 disputada em 29 de novembro de 2015 no Circuito de Yas Marina, Yas, Emirados Árabes Unidos. Foi a décima nona e última etapa da temporada de 2015.

## Pneus
| Nome do composto | Cor | Banda de rolamento | Condições de Tempo | Dry Type  | Aderência      | Longevidade   |
| ---------------- | --- | ------------------ | ------------------ | --------- | -------------- | ------------- |
| Super Macio      |     | Slick (P Zero)     | Seco               | Supersoft | Mais aderência | Menos durável |
| Macio            |     | Slick (P Zero)     | Seco               | Soft      | Médio          | Médio         |

Último gp de PASTOR (MAL-DOMADO) MALDONADO

## Resultados

### Treino classificatório
| Pos.                     | Nº | Piloto           | Construtor             | Q1       | Q2        | Q3       | Grid  |
| ------------------------ | -- | ---------------- | ---------------------- | -------- | --------- | -------- | ----- |
| 1                        | 6  | Nico Rosberg     | Mercedes               | 1:41.111 | 1:40.979  | 1:40.237 | 1     |
| 2                        | 44 | Lewis Hamilton   | Mercedes               | 1:40.974 | 1:40.758  | 1:40.614 | 2     |
| 3                        | 7  | Kimi Räikkönen   | Ferrari                | 1:42.500 | 1:41.612  | 1:41.051 | 3     |
| 4                        | 11 | Sergio Perez     | Force India-Mercedes   | 1:41.983 | 1:41.560  | 1:41.184 | 4     |
| 5                        | 3  | Daniel Ricciardo | Red Bull-Renault       | 1:42.275 | 1:41.830  | 1:41.444 | 5     |
| 6                        | 77 | Valtteri Bottas  | Williams-Mercedes      | 1:42.608 | 1:41.868  | 1:41.656 | 6     |
| 7                        | 27 | Nico Hülkenberg  | Force India-Mercedes   | 1:41.996 | 1:41.925  | 1:41.686 | 7     |
| 8                        | 19 | Felipe Massa     | Williams-Mercedes      | 1:42.303 | 1:42.349  | 1:41.759 | 8     |
| 9                        | 26 | Daniil Kvyat     | Red Bull-Renault       | 1:42.540 | 1:42.328  | 1:41.933 | 9     |
| 10                       | 55 | Carlos Sainz Jr. | Toro Rosso-Renault     | 1:42.911 | 1:42.482  | 1:42.708 | 10    |
| 11                       | 33 | Max Verstappen   | Toro Rosso-Renault     | 1:42.889 | 1:42.521  |          | 11    |
| 12                       | 22 | Jenson Button    | McLaren-Honda          | 1:42.570 | 1:42.668  |          | 12    |
| 13                       | 13 | Pastor Maldonado | Lotus-Mercedes         | 1:42.929 | 1:42.807  |          | 13    |
| 14                       | 12 | Felipe Nasr      | Sauber-Ferrari         | 1:42.896 | 1:43.614  |          | 14    |
| 15                       | 8  | Romain Grosjean  | Lotus-Mercedes         | 1:42.585 | Sem tempo |          | 18 2  |
| 16                       | 5  | Sebastian Vettel | Ferrari                | 1:42.941 |           |          | 15    |
| 17                       | 14 | Fernando Alonso  | McLaren-Honda          | 1:43.187 |           |          | 16    |
| 18                       | 9  | Marcus Ericsson  | Sauber-Ferrari         | 1:43.838 |           |          | 17    |
| 19                       | 28 | Will Stevens     | Manor Marussia-Ferrari | 1:46.297 |           |          | 19 1  |
| 20                       | 98 | Roberto Merhi    | Manor Marussia-Ferrari | 1:47.434 |           |          | Box 3 |
| Tempo dos 107%: 1:48.042 |    |                  |                        |          |           |          |       |
| Fonte:                   |    |                  |                        |          |           |          |       |

Notas
↑1  - Will Stevens perdeu cinco posições por alterações na unidade de controle eletrônica.
↑2  - Romain Grosjean perdeu cinco posições por trocar a caixa de câmbio.
↑3  - Roberto Merhi largou dos boxes após alterações na suspensão.

### Corrida
| Pos.   | Nu. | Piloto           | Construtor             | Voltas | Tempo/Retirado | Grid | Pontos |
| ------ | --- | ---------------- | ---------------------- | ------ | -------------- | ---- | ------ |
| 1      | 6   | Nico Rosberg     | Mercedes               | 55     | 1:38:30.175    | 1    | 25     |
| 2      | 44  | Lewis Hamilton   | Mercedes               | 55     | +8.271         | 2    | 18     |
| 3      | 7   | Kimi Räikkönen   | Ferrari                | 55     | +19.430        | 3    | 15     |
| 4      | 5   | Sebastian Vettel | Ferrari                | 55     | +43.735        | 15   | 12     |
| 5      | 11  | Sergio Perez     | Force India-Mercedes   | 55     | +1:03.952      | 4    | 10     |
| 6      | 3   | Daniel Ricciardo | Red Bull-Renault       | 55     | +1:05.010      | 5    | 8      |
| 7      | 27  | Nico Hulkenberg  | Force India-Mercedes   | 55     | +1:33.618      | 7    | 6      |
| 8      | 19  | Felipe Massa     | Williams-Mercedes      | 55     | +1:37.751      | 8    | 4      |
| 9      | 8   | Romain Grosjean  | Lotus-Mercedes         | 55     | +1:38.201      | 18   | 2      |
| 10     | 26  | Daniil Kvyat     | Red Bull-Renault       | 55     | +1:42.371      | 9    | 1      |
| 11     | 55  | Carlos Sainz Jr. | Toro Rosso-Renault     | 55     | +1:43.525      | 10   |        |
| 12     | 22  | Jenson Button    | McLaren-Honda          | 54     | +1 volta       | 12   |        |
| 13     | 77  | Valtteri Bottas  | Williams-Mercedes      | 54     | +1 volta       | 6    |        |
| 14     | 9   | Marcus Ericsson  | Sauber-Ferrari         | 54     | +1 volta       | 17   |        |
| 15     | 12  | Felipe Nasr      | Sauber-Ferrari         | 54     | +1 volta       | 14   |        |
| 16 1   | 33  | Max Verstappen   | Toro Rosso-Renault     | 53     | +2 voltas      | 11   |        |
| 17     | 14  | Fernando Alonso  | McLaren-Honda          | 53     | +2 voltas      | 16   |        |
| 18     | 28  | Will Stevens     | Manor Marussia-Ferrari | 53     | +2 voltas      | 19   |        |
| 19     | 98  | Roberto Merhi    | Manor Marussia-Ferrari | 52     | +3 voltas      | Box  |        |
| Ret    | 13  | Pastor Maldonado | Lotus-Mercedes         | 0      | Colisão        | 13   |        |
| Fonte: |     |                  |                        |        |                |      |        |

Notas
↑1  - Max Verstappen, que havia terminado em 12º lugar, foi punido com o acréscimo de 25 segundos no seu tempo final por duas razões: 5 segundos por trafegar fora do limite da pista e obter vantagem e 20 segundos por ignorar a sinalização de bandeira azul.

## Tabela do campeonato após a corrida
Somente as cinco primeiras posições estão incluídas nas tabelas.
| Pos | Piloto           | Pontos | Var |
| --- | ---------------- | ------ | --- |
| 1   | Lewis Hamilton   | 381    | 0   |
| 2   | Nico Rosberg     | 322    | 0   |
| 3   | Sebastian Vettel | 278    | 0   |
| 4   | Kimi Räikkönen   | 150    | 1   |
| 5   | Valtteri Bottas  | 136    | 1   |

| Pos | Construtor           | Pontos | Var |
| --- | -------------------- | ------ | --- |
| 1   | Mercedes             | 703    | 0   |
| 2   | Ferrari              | 428    | 0   |
| 3   | Williams-Mercedes    | 257    | 0   |
| 4   | Red Bull-Renault     | 187    | 0   |
| 5   | Force India-Mercedes | 136    | 0   |

|  |              |
|  | Campeão      |
|  | Vice-Campeão |
|  | 3º Colocado  |